# Маркова Валентина Леонідівна
Маркова Валентина Леонідівна — радянський і український редактор, сценарист.
Народилася 9 січня 1937 р. Закінчила факультет журналістики Київського державного університету ім. Т. Г. Шевченка (1958). Працювала в газеті «Днепровский водник», кореспондентом по Україні газети «Водний транспорт».
З 1968 р. — редактор студії «Укркінохроніка».
Автор сценаріїв, сценарних планів та дикторських текстів багатьох документальних, науково-популярних і рекламних телефільмів, знятих на студіях «Укркінохроніка» та «Київнаукфільм». Серед них: «По Дніпру», «Степовий острів», «Сільський лікар», «Історія повторюється», «Вища освіта в СРСР», «Приємного апетиту», «Косметика і краса», «Усмішка царівни Не-сміяни», «Для тих, хто в дорозі», «Шляхами України», «В нашому інституті», «„Світанок“ — людині», «Привілейований клас», «І у нас в квартирі газ», «Злочин проти самих себе», «Ой, у полі древо…» (1988, реж. П. Фаренюк), «Врубай Бітлів» (1990) тощо.
Виступає у пресі з питань кіномистецтва.
Член Національної спілки кінематографістів України.